# Егиндыбулак (Карагандинская область)
Егиндыбула́к (каз. Егіндібұлақ) — село в Каркаралинском районе Карагандинской области Казахстана. Административный центр Егиндыбулакского сельского округа. Код КАТО — 354851100.
Находится в 80 км к северо-востоку от районного центра города Каркаралинска. Расположен в северо-восточной части Казахского мелкосопочника, в живописном месте у подножия горы Ку. Ближайшая железнодорожная станция Талды в 55 км. Основан в 1909 году. Лесхоз. В 1928—1963 и 1964—1997 годах Егиндыбулак был районным центром. Действует историко-краеведческий музей. В Егиндыбулаке установлен памятник народному композитору Таттимбету Казангапулы.

## Население
В 1999 году население села составляло 4165 человек (2061 мужчина и 2104 женщины). По данным переписи 2009 года в селе проживало 3399 человек (1632 мужчины и 1767 женщин).

## Известные уроженцы
- Адекенов, Сергазы Мынжасарович (род. 1956) — химик, член-корреспондент Национальной академии наук Казахстана.
- Камалиев, Берик Сайлауович (род. 1960) — государственный деятель Республики Казахстан, экс-министр транспорта и коммуникаций.
- Куюков, Карикбек Телтаевич (род. 1968) — казахстанский художник, активист антиядерного движения «Невада — Семипалатинск».